# Милкина, Нина
Нина Милкина (англ. Nina Milkina; 27 января 1919 года, Москва — 29 ноября 2006 года, Лондон) — британская пианистка российского происхождения.

## Биография
Родилась 27 января 1919 года.
В 1926 г. вместе с родителями эмигрировала из СССР в Париж, где начала заниматься музыкой у Льва Конюса (фортепиано) и Александра Глазунова (композиция). В 11 лет впервые выступила публично с Оркестром Ламурё. В том же году в Англии была опубликована сочинённая девочкой сюита «Мои игрушки» (англ. My Toys); в дальнейшем, однако, Милкина почти не занималась композицией, если не считать сочинения каденций для концертов классической эпохи. С 1932 г. жила и училась в Лондоне у Тобайаса Маттея и Харолда Крэкстона.
На рубеже 1930-40-х гг. Милкина начала активную концертную карьеру, сосредоточив своё внимание на сочинениях Фридерика Шопена и Роберта Шумана. В 1944 году дебютировала на Би-Би-Си Промс. С открытием в 1946 г. третьего канала радиовещания Би-Би-Си Милкина провела серию еженедельных концертов-трансляций с исполнением всех клавирных сонат Вольфганга Амадея Моцарта и в дальнейшем была известна именно как специалист по Моцарту. Записала также альбом мазурок Шопена, участвовала в полной записи фортепианных трио Йозефа Гайдна. В качестве ансамблистки выступала также с кларнетисткой Теей Кинг. После рождения второго ребёнка в 1960 г. карьера Милкиной пошла на убыль, а в 1991 г. окончательно прервалась ввиду тяжёлой болезни.